# Newtonův ochlazovací zákon
Newtonův ochlazovací zákon je „empirický zákon udávající množství tepla, které přestoupí vlivem konvekce z tělesa do chladnější tekutiny“, tedy mezi proudící tekutinou a pevnou stěnou, kterou tato tekutina obtéká. Zákon říká, že množství tepla Q je úměrné teplotnímu rozdílu mezi tělesem Tw a tekutinou T, ploše A, na které dochází k přestupu tepla, a času t. Platí tedy, že Q = αA (Tw - T)t neboli že „koeficientem úměrnosti α je součinitel přestupu tepla“.

## Znění
Newtonův ochlazovací zákon říká, že tepelný tok roste přímo úměrně rozdílu teplot mezi jádrem obtékající tekutiny a povrchem obtékané stěny. Matematicky tedy:
{\displaystyle {\dot {Q}}=\alpha A(t_{w}-t_{f})} (když tw > tf)
resp.
{\displaystyle {\dot {Q}}=\alpha A(t_{f}-t_{w})} (když tf > tw)
kde {\displaystyle {\dot {Q}}} je tepelný tok (tj. teplo převedené danou plochou za jednotku času), α je součinitel přestupu tepla, A je plocha povrchu stěny, jíž se dotýká sledovaná tekutina, tw je teplota na povrchu stěny (tedy na fázovém rozhraní), tf je teplota v jádru tekutiny (tedy v hlavním proudu tekutiny).
Hodnota součinitele přestupu tepla závisí na fyzikálních vlastnostech tekutiny, na hydrodynamických podmínkách a geometrických charakteristikách systému. V praxi se počítá podle vzorce α = (λ.Nu)/l, přičemž λ je součinitel tepelné vodivosti, Nu je tzv. Nusseltovo číslo a l je charakteristický geometrický rozměr systému. Vzorec Nusseltova čísla bývá v tabulkách uváděn v různých podobách v závislosti na konkrétních podmínkách (např. jeden vzorec Nu platí pro nucené obtékání jednotlivé trubice kolmo na osu).

### Vyjádření pomocí hustoty tepelného toku
Místo pomocí tepelného toku ({\displaystyle {\dot {Q}}}) lze Newtonův zákon ochlazování vyjádřit pomocí hustoty tepelného toku ({\displaystyle q={\dot {Q}}/A}), tedy:
{\displaystyle q=\alpha (t_{w}-t_{f})}, resp. {\displaystyle q=\alpha (t_{f}-t_{w})}.

### Vyjádření pomocí tepelného odporu tekutiny
Místo pomocí součinitele přestupu tepla α lze Newtonův zákon ochlazování vyjádřit pomocí (celkového) tepelného odporu tekutiny (R = 1/(α.A)), tedy:
{\displaystyle {\dot {Q}}={\frac {(t_{w}-t_{f})}{R}}}, resp. {\displaystyle {\dot {Q}}={\frac {(t_{f}-t_{w})}{R}}}.